# Râul Balaj
Râul Balaj este un afluent al râului Putna. 

## Hărți
- Harta județului Harghita
- Harta munții Giurgeu  Arhivat în 27 septembrie 2007, la Wayback Machine.